# Кадикало Микола Олегович
Микола Олегович Кадикало (нар. 19 грудня 1974, с. Поршна, Пустомитівський район, Львівська область) — український правник та політик, начальник Головного управління юстиції у Львівській області з 2014. Народний депутат України VIII скликання. Член депутатської фракції Політичної партії «Народний фронт».
т.
Закінчив Львівський національний університет (ЛНУ), «Правознавство».
Був заступником голови ГО «Фронт Змін», депутат Львівської обласної ради VI скликання (голова фракції ВО «Батьківщина»), працював у Львівській обласній прокуратурі прокурором природоохоронного відділу.
Голова підкомітету з питань авіаційного транспорту Комітету Верховної Ради з питань транспорту.